# Georgia Ellenwood
Georgia Ellenwood, född 5 augusti 1995, är en friidrottare från Kanada. Hon deltog vid olympiska sommarspelen 2020.